# Jesús Eguiguren
Jesús María Eguiguren Imaz (Aizarna, Guipúzcoa, 2 de junio de 1954), conocido como Jesús Eguiguren, es un profesor universitario, jurista y político español. De 2002 a 2014 ocupó el cargo de presidente del Partido Socialista de Euskadi-Euskadiko Ezkerra (PSE-EE), federación del PSOE en el País Vasco.

## Biografía
Jesús Eguiguren inició su militancia política en la Organización Comunista de España (Bandera Roja), que abandonó para afiliarse al Partido Socialista de Euskadi en el año 1977. Ha sido parlamentario vasco por este partido desde 1983 hasta 2012, y presidente del Parlamento Vasco durante su tercera legislatura, de 1987 a 1990. En la siguiente legislatura fue elegido vicepresidente de la cámara vasca, pero dimitió en mayo de 1992 después de que fuera condenado por haber golpeado a la que entonces era su mujer.
En 2002 fue elegido presidente del Partido Socialista de Euskadi-Euskadiko Ezkerra (PSE-EE) y, con anterioridad, fue secretario general del mismo partido en Guipúzcoa. También es miembro del Comité Federal del Partido Socialista Obrero Español (PSOE).
Jesús Eguiguren participó y fue clave en los contactos previos que el PSE-EE realizó con miembros de Batasuna iniciados en 2002, siendo entonces José María Aznar (PP) Presidente del Gobierno de España. Estos contactos, posteriormente, con la presidencia del Gobierno de José Luis Rodríguez Zapatero (PSOE), llevaron en 2006 a la declaración de un alto el fuego permanente de ETA y el denominado «proceso de paz». Este proceso se encalló y en la práctica fue roto con el atentado de la T4, realizado por ETA mientras mantenía la tregua. Aunque tras él se realizaron algunas conversaciones más, no pudo lograrse encauzar y ETA declaró, en un comunicado en junio de 2007, el reinicio de su actividad. Posteriormente, el 20 de octubre de 2011, ETA anunció el cese definitivo de su actividad armada. En abril de 2013, Eguiguren y el exportavoz de Batasuna Arnaldo Otegi fueron galardonados con el premio Gernika por la Paz y la Reconciliación por «su aportación en la consecución de la Paz en Euskal Herria».
Fue presidente del grupo parlamentario socialista en el Parlamento Vasco tras las elecciones del 1 de marzo de 2009, hasta las siguientes elecciones de octubre de 2012, en las que no concurrió. En el congreso extraordinario del PSE-EE celebrado en septiembre de 2014 fue suprimido el cargo de presidente del partido que Eguiguren ocupaba desde hacía doce años.

### Otros datos
Es licenciado en Derecho por la Facultad de San Sebastián (UPV-EHU) y doctor cum laude por la UNED. Forma parte de la Sociedad Bascongada de Amigos del País, de Eusko Ikaskuntza y de la Fundación Mario Onaindia. Está casado con Rafaela Romero y tiene tres hijos.

## Publicaciones
Ha publicado distintos ensayos políticos: El PSOE en el País Vasco (1886-1986); Euskadi, tiempo de conciliación; El socialismo vasco y la izquierda vasca (1886-1994); Los últimos españoles sin patria (y sin libertad); El arreglo vasco: Fueros, constitución y política en los siglos XIX y XX; La crisis vasca, entre la ruptura y el diálogo; Historia del socialismo vasco (1886-2009); ETA: Las claves de la paz (junto con Luis Rodríguez Aizpeolea); Ven y cuéntalo: El oasis vasco; y Euskal Herria: Por un nuevo nacionalismo, vasquismo y navarrismo.